# Ommatotriton ophryticus
Espèce
Synonymes
- Triton ophryticus Berthold, 1846
- Triturus ophryticus nesterovi Litvinchuk, Zuiderwijk, Borkin & Rosanov, 2005

Statut de conservation UICN

 NT  : Quasi menacé
Ommatotriton ophryticus  est une espèce d'urodèles de la famille des Salamandridae.

## Répartition
Cette espèce se rencontre dans le nord de la Turquie, en Géorgie, en Arménie et dans le kraï de Krasnodar en Russie.

## Publication originale
- Berthold, 1846 : Über das Vorkommen von Tritonen am Kaukasus mit. Nachrichten von der Georg-Augusts-Universität und der Königlichen Gesellschaft der Wissenschaften zu Göttingen, p. 188-190.